# Пирсон, Эгон Шарп
Эгон Шарп Пирсон (англ. Egon Sharpe Pearson; 11 августа 1895, Хэмпстед, Лондон — 12 июня 1980, Мидхёрст, Великобритания) — английский статистик.
Член Лондонского королевского общества (1966). Президент Королевского статистического общества (1955—1956). Командор Ордена Британской империи.
Единственный сын Карла Пирсона. Окончил Винчестерский колледж и Тринити-колледж (Кембридж). В дальнейшем профессор статистики Университетского колледжа Лондона и редактор журнала «Биометрика». Широко известен благодаря лемме Неймана — Пирсона о статистической проверке гипотез, которую часто называют фундаментальной леммой математической статистики. Также занимался вопросами статистического контроля качества, большое внимание уделял составлению статистических таблиц.